# Сулейманов, Ахмет Мухаметвалеевич
Ахме́т Мухаметвале́евич Сулейма́нов (баш. Әхмәт Мөхәммәтвәли улы Сөләймәнов, 15 марта 1939, д. Набиево, Бурзянский район, Башкирская АССР, РСФСР — 21 ноября 2016, Уфа, Башкортостан, Российская Федерация) — советский и башкирский учёный-фольклорист, доктор филологических наук (1991), профессор (1995). Действительный член Российской Академии гуманитарных наук (1995), член Союза писателей РБ и РФ. Председатель исполкома Всемирного курултая (конгресса) башкир (2002—2006).

## Биография
В 1967 г. окончил филологический факультет Башкирского государственного университета (ныне Уфимский университет науки и технологий).
В 1967—1972 гг. работал учителем в Набиевской восьмилетней школе.
С 1972 г. — преподаватель башкирского языка и фольклора в Башкирском государственном университете (ныне Уфимский университет науки и технологий).
В 1991 г. защитил докторскую диссертацию в Московском государственном университете имени М. В. Ломоносова.
В 1991—2002 гг. — заведующий отделом фольклора и искусства Института истории, языка и литературы Уфимского научного центра РАН.
В 2002—2006 гг. — председатель Исполкома Всемирного курултая (конгресса) башкир.
С 2006 г. — профессор Башкирского государственного педагогического университета имени Мифтахетдина Акмуллы.

## Научная деятельность
Участвовал в подготовке и издании 18-томного собрания «Башкирское народное творчество» («Башҡорт халыҡ ижады»), за который в 1987 году, вместе с другими авторами-составителями, была присуждена государственная премия имени Салавата Юлаева. При подготовке русского издания данного труда, Ахмет Мухамметвалеевич выступил составителем трёх томов.
Являлся автором 400 научных трудов, в числе которых 30 монографий, свыше 40 учебных и учебно-методических пособий для школ и вузов Башкортостана.

## Труды
- Башҡорт халыҡ ижады. Әкиәттәр. 4-се китап. / Төҙөүсе, инеш мәҡәлә авторы Ә. М. Сөләймәнов, аңлатмалар биреүсе Л. Г. Бараг менән Ә. М. Сөләймәнов. Яуаплы редакторы С. Ә. Галин. Өфө, 1981. 398 б.
- Башҡорт халыҡ ижады. Әкиәттәр. 5-се китап. / Төҙөүсе, инеш мәҡәлә яҙыусы Ә. М. Сөләймәнов, аңлатмалар биреүсе Л. Г. Бараг менән Ә. М. Сөләймәнов. Яуаплы редакторы Н. Т. Зарипов. Өфө, 1983. 390 б.
- Башҡорт халыҡ ижады. Совет осоро. Әкиәттәр, риүәйәттәр, хәтирәләр, сәсәндәр ижады. / Төҙөүселәре, инеш мәҡәлә яҙыусы, аңлатмалар биреүсе Н. Т. Зарипов менән Ә. М. Сөләймәнов. Яуаплы редакторы Ғ. Б. Хөсәйенов. Өфө, 1982. 422 б.
- Башҡорт халыҡ ижады. Көләмәстәр. / Төҙөүсе, инеш мәҡәлә яҙыусы, аңлатмалар биреүсе Ә. М. Сөләймәнов. Өфө, 1985. 381 б.
- Башкирские народные бытовые сказки: сюжетный репертуар и поэтика. Уфа, 1994.
- Тормош-көнкүреш әкиәттәре: Жанр уҙенсәлектәре. Өфө, 1990.
- Башкирские бытовые народные сказки: Сюжетный состав и поэтика. 1994.
- В сказках — истина. 1997.
- Сказка и действительность. 1997.
- Башкирское народное творчество. 2000.
- Истоки чуда. 2001.
- Памятлив тот, кто ценит счет. 2002.
- Башкирская народная новелла.2004.
- Башҡорт халыҡ ижады. 11-се том. Новеллистик әкиәттәр / Төҙөүсе, инеш мәҡәлә һәм комментарийҙар авторы Ә. М. Сөләймәнов. Яуаплы редакторы С. Ә. Галин. Өфө: Китап, 2008. 566 с.

## Награды, звания и премии
- Отличник образования Республики Башкортостан (1999);
- заслуженный работник культуры Республики Башкортостан (1991);
- заслуженный деятель науки Республики Башкортостан (1997);
- заслуженный деятель науки Российской Федерации (2006);
- лауреат Государственной премии Башкортостана имени Салавата Юлаева (1987);
- лауреат премии имени Джалиля Киекбаева (2004);
- лауреат премии имени Мифтахетдина Акмуллы (2009).